# العلاقات الصينية اليونانية
العلاقات الصينية اليونانية هي العلاقات الثنائية التي تجمع بين الصين واليونان.

## مقارنة بين البلدين
هذه مقارنة عامة ومرجعية للدولتين:
| وجه المقارنة                                              | الصين                    | اليونان                                                                             |
| --------------------------------------------------------- | ------------------------ | ----------------------------------------------------------------------------------- |
| المساحة (كم2)                                             | 9.60 مليون               | 131.96 ألف                                                                          |
| عدد السكان (نسمة)                                         | 1.33 مليار               | 10.76 مليون                                                                         |
| الكثافة السكانية (ن./كم²)                                 | 138.54                   | 81.54                                                                               |
| العاصمة                                                   | بكين                     | أثينا، نافبليو                                                                      |
| اللغة الرسمية                                             | اللغة الصينية القياسية   | لغة يونانية، اليونانية الديموطيقية ‏                                                 |
| العملة                                                    | رنمينبي                  | يورو، دراخما، فينيكس يوناني ‏                                                        |
| الناتج المحلي الإجمالي (بليون دولار)                      | 12.24 تريليون            | 200.29 مليار                                                                        |
| الناتج المحلي الإجمالي (تعادل القوة الشرائية) بليون دولار | 19.82 تريليون            | 285.45 مليار                                                                        |
| الناتج المحلي الإجمالي الاسمي للفرد دولار أمريكي          | 8.03 ألف                 | 18.00 ألف                                                                           |
| الناتج المحلي الإجمالي للفرد دولار أمريكي                 | 13.21 ألف                | 26.85 ألف                                                                           |
| مؤشر التنمية البشرية                                      | 0.728                    | 0.865                                                                               |
| رمز المكالمات الدولي                                      | +86                      | +30                                                                                 |
| رمز الإنترنت                                              | .cn، .中国 ‏، .中國 ‏      | .gr                                                                                 |
| المنطقة الزمنية                                           | توقيت الصين، ت ع م+08:00 | توقيت شرق أوروبا، ت ع م+02:00، ت ع م+03:00، توقيت شرق أوروبا الصيفي ‏، أوروبا/أثينا ‏ |

## مدن متوأمة
في ما يلي قائمة باتفاقيات التوأمة بين مدن صينية ويونانية:
- ترتبط شيان مع أثينا باتفاقية توأمة منذ 10 مايو 1974.
- ترتبط شنيانغ مع سلانيك باتفاقية توأمة.
- ترتبط بكين مع أثينا باتفاقية توأمة منذ 14 مارس 1979.
- ترتبط شيامن مع ماراثوناس باتفاقية توأمة منذ 23 يونيو 2006.[15][15]
- ترتبط شانغهاي مع بيرايوس باتفاقية توأمة منذ 1985.[16][16][16][16]
- ترتبط ووشي مع باتراس باتفاقية توأمة منذ 6 أكتوبر 1985.[17]
- ترتبط تيانجين مع سلانيك باتفاقية توأمة منذ 17 مايو 2007.[15][15][15][15]

## منظمات دولية مشتركة
يشترك البلدان في عضوية مجموعة من المنظمات الدولية، منها:
| علم المنظمة | اسم المنظمة                               | تاريخ انضمام الصين | تاريخ انضمام اليونان |
| ----------- | ----------------------------------------- | ------------------ | -------------------- |
|             | مؤسسة التنمية الدولية                     | 24 سبتمبر 1960     | 9 يناير 1962         |
|             | يونسكو                                    | 4 نوفمبر 1946      | 4 نوفمبر 1946        |
|             | وكالة ضمان الاستثمار متعدد الأطراف        | 30 أبريل 1988      | 30 أغسطس 1993        |
|             | الأمم المتحدة                             | 25 أكتوبر 1971     | 25 أكتوبر 1945       |
|             | الفريق المعني برصد الأرض                  | ?                  | ?                    |
|             | الاتحاد البريدي العالمي                   | ?                  | ?                    |
|             | البنك الدولي للإنشاء والتعمير             | 27 ديسمبر 1945     | 27 ديسمبر 1945       |
|             | المنظمة الهيدروغرافية الدولية             | ?                  | ?                    |
|             | الاتحاد الدولي للاتصالات                  | 1 سبتمبر 1920      | 1866                 |
|             | منظمة حظر الأسلحة الكيميائية              | ?                  | ?                    |
|             | مؤسسة التمويل الدولية                     | 15 يناير 1969      | 26 سبتمبر 1957       |
|             | المركز الدولي لتسوية المنازعات الاستشارية | 6 فبراير 1993      | 21 مايو 1969         |
|             | منظمة التجارة العالمية                    | 11 ديسمبر 2001     | 1995                 |
|             | مجموعة الموردين النوويين                  | ?                  | ?                    |
|             | منظمة الشرطة الجنائية الدولية             | ?                  | ?                    |

## وصلات خارجية
- موقع وزارة الخارجية الصينية
- موقع وزارة الخارجية اليونانية